# Andréi Bandera
Pour les articles homonymes, voir Bandera.
Andréi Bandera (né Edouard Anatolevitch Izmestiev, Эдуа́рд Анато́льевич Изме́стьев, le 25 avril 1971 à Kizel dans la région de Perm) est un auteur, compositeur russe et interprète de chansons (dont beaucoup de traditionnelles). 
Il fut cinq fois lauréat du prix russe "La Chanson de l'année".